# Literaturjahr 2000
Liste der Literaturjahre

◄◄ | ◄ | 1996 | 1997 | 1998 | 1999 | Literaturjahr 2000 | 2001 | 2002 | 2003 | 2004 | ► | ►►

Weitere Ereignisse

## Ereignisse
- 08. Juli: In Großbritannien beginnt der Verkauf von Harry Potter und der Feuerkelch, dem vierten Harry-Potter-Roman; er verkauft sich am Erscheinungstag über 370.000 Mal.
- 13. Juli: Bei Ausgrabungen in Weliki Nowgorod wird der Nowgoroder Kodex gefunden. Das Wachstafelbuch ist das bislang älteste entdeckte Buch der Rus.

## Literaturpreise
- Literaturnobelpreis, Gao Xingjian

- Nebula Award

- Greg Bear, Darwin's Radio, Das Darwin-Virus, Kategorie: Bester Roman
- Linda Nagata, Goddesses, Kategorie: Bester Kurzroman
- Walter Jon Williams, Daddy's World, Kategorie: Beste Erzählung
- Terry Bisson, macs, Kategorie: Beste Kurzgeschichte
- David Howard & Robert Gordon, Galaxy Quest, Galaxy Quest – Planlos durchs Weltall, Kategorie: Bestes Drehbuch

- Hugo Award

- Vernor Vinge, A Deepness in the Sky, Eine Tiefe am Himmel, Kategorie: Bester Roman
- Connie Willis, The Winds of Marble Arch, Der Wind von Marble Arch, Kategorie: Bester Kurzroman
- James Patrick Kelly, 1016 to 1, 1016 to 1, Kategorie: Beste Erzählung
- Michael Swanwick, Scherzo with Tyrannosaur, Kategorie: Beste Kurzgeschichte

- Locus Award

- Neal Stephenson, Cryptonomicon, Cryptonomicon, Kategorie: Bester SF-Roman
- Joanne K. Rowling, Harry Potter and the Prisoner of Azkaban, Harry Potter und der Gefangene von Askaban, Kategorie: Bester Fantasy-Roman
- Paul Levinson, The Silk Code, Kategorie: Bester Erstlingsroman
- Dan Simmons, Orphans of the Helix, Die verlorenen Kinder der Helix, Kategorie: Bester Kurzroman
- Stephen Baxter, Huddle, Kategorie: Beste Erzählung
- Greg Egan, Border Guards, Kategorie: Beste Erzählung
- Terry Bisson, macs, Kategorie: Beste Kurzgeschichte
- Kim Stanley Robinson, The Martians, Kategorie: Beste Sammlung
- Robert Silverberg, Far Horizons, Kategorie: Beste Anthologie

- Kurd-Laßwitz-Preis

- Andreas Eschbach, Kelwitts Stern, Kategorie: Bester Roman
- Wolfgang Jeschke, Die Cusanische Acceleratio, Kategorie: Beste Kurzgeschichte/Erzählung
- Greg Egan, Qual, Kategorie: Bestes ausländisches Werk
- Bernhard Kempen, Kategorie: Bester Übersetzer

- Philip K. Dick Award

- Michael Marshall Smith, Only Forward, Stark, der Traumdetektiv

| Booker Prize                            | Margaret Atwood: The Blind Assassin. |
| Georg-Büchner-Preis                     | Volker Braun |
| Ethel Wilson Fiction Prize              | Michael Turner: The Pornographer's Poem |
| Danuta Gleed Literary Award             | Mike Barnes: Aquarium |
| Friedenspreis des deutschen Buchhandels | Assia Djebar |
| Ingeborg-Bachmann-Preis                 | Georg Klein |
| Journey Prize                           | Timothy Taylor: Doves of Townsend |
| Prix Goncourt                           | Jean-Jacques Schuhl: Ingrid Caven. |
| National Book Award                     | Susan Sontag: In Amerika. (Fiction) Nathaniel Philbrick: Im Herzen der See: Die letzte Fahrt des Walfängers Essex. (Nonfiction) Lucille Clifton: Blessing the Boats: New and Selected Poems 1988–2000. (Poetry) Gloria Whelan: Stich für Stich. (Young People’s Literature) |
| Toronto Book Awards                     | Camilla Gibb, Mouthing the Words |

## Neuerscheinungen
- 69 – Ryū Murakami
- Der Abschied – Lothar-Günther Buchheim
- Abschied in Casablanca – Peter Zeindler
- Aline und die Erfindung der Liebe – Eveline Hasler
- Als wir Waisen waren – Kazuo Ishiguro
- Die Architekten – Stefan Heym
- Aus erster Hand – über Wladimir Putin
- Aus tiefstem Vergessen – Patrick Modiano
- Awful End – Philip Ardagh
- Bauchlandung – Julia Franck; enthält die Kurzgeschichte Streuselschnecke
- Bella geht einkaufen – Eva Eriksson
- Der blinde Mörder – Margaret Atwood
- Bubu – Mick Inkpen
- Der Chronist der Winde – Henning Mankell
- Die Cousine – Espido Freire
- Deadhouse Gates (OA) – Steven Erikson
- Diaspora – Greg Egan
- Drei Mal Leben – Yasmina Reza
- Englische Passagiere – Matthew Kneale
- Ensel und Krete – Walter Moers
- Exploring Black Holes – Edwin F. Taylor und John A. Wheeler
- Der Freiheit verpflichtet. Gedenkbuch der deutschen Sozialdemokratie im 20. Jahrhundert – Redaktion: Christl Wickert
- Die Gärten des Mondes – Steven Erikson
- Geister – John Banville
- Gott fährt Fahrrad – Maarten ’t Hart
- Harry Potter und der Feuerkelch – Joanne K. Rowling
- Das Haus – House of Leaves – Mark Z. Danielewski
- Henry der Held – Roddy Doyle
- Ich lieb dich für immer – Robert Munsch
- Im Innern der Erde wütet das Nichts – Jürg Federspiel
- Indiana Jones und die Brut des Sauriers – Max McCoy
- Isaacs Sturm – Erik Larson
- Jans muß sterben – Anna Seghers
- Die Ketzerin – Peter Berling
- Das kleine Meerwesen – Russell Hoban
- Labyrinth der Götter – André Marx
- Der lange Weg nach Westen – Heinrich August Winkler
- Lautlos – Frank Schätzing
- Liebesmale, scharlachrot – Feridun Zaimoglu
- liegen lernen – Frank Goosen
- Mit Staunen und Zittern – Amélie Nothomb
- Nichts – Janne Teller
- Ravelstein – Saul Bellow
- Die rote Antilope – Henning Mankell
- Ruinenblüten – Patrick Modiano
- Russendisko – Wladimir Kaminer
- Schande – J. M. Coetzee
- Schwarze Engel – Michael Connelly
- Schwarze Flut – Yasushi Inoue
- Das Schwarzlicht-Terrarium – Thor Kunkel
- Die Spur des Adlers – Tony Hillerman
- Stargirl – Jerry Spinelli
- The Stars’ Tennis Balls – Stephen Fry
- Tango für drei – Maria Nurowska
- Die Technologiefalle – Stanisław Lem
- Thursday’s Child – Sonya Hartnett
- Die Unberührten – Robert Schneider
- Der Vampyr – Wolfgang Hohlbein
- Das Vaterspiel – Josef Haslinger
- Der Weg nach Vinland – Margaret Elphinstone
- Winter’s Heart – Robert Jordan
- Das zweite Gedächtnis – Ken Follett
- Das zweite Königreich – Rebecca Gablé

## Gestorben
- 02. Januar: Patrick O’Brian, britischer Schriftsteller (* 1914)
- 05. Januar: Huschang Golschiri, iranischer Schriftsteller (* 1937)
- 14. Januar: Alphonse Boudard, französischer Schriftsteller (* 1925)
- 02. Februar: Francis Stuart, irischer Schriftsteller (* 1902)
- 04. Februar: Henry Jaeger, deutscher Schriftsteller (* 1927)
- 08. Februar: Angelika Mechtel, deutsche Schriftstellerin (* 1943)
- 23. Februar: Albrecht Goes, deutscher Schriftsteller und protestantischer Theologe (* 1908)
- 25. Februar: Auguste Lechner, österreichische Schriftstellerin (* 1905)
- 04. März: Edmond Kaiser, französischer Schriftsteller und Menschenrechtsaktivist (* 1914)
- 04. März: Jón úr Vör, isländischer Schriftsteller (* 1917)
- 03. April: Willy Droemer, deutscher Verleger (* 1911)
- 11. April: André Deutsch, britischer Verleger (* 1917)
- 13. April: Giorgio Bassani, italienischer Schriftsteller und Publizist (* 1916)
- 14. Mai: Karl Shapiro, US-amerikanischer Dichter (* 1913)
- 16. Mai: Andrzej Szczypiorski, polnischer Schriftsteller (* 1924)
- 09. Juni: Ernst Jandl, österreichischer Dichter und Schriftsteller (* 1925)
- 20. Juni: Karl Mickel, deutscher Lyriker, Dramatiker und Essayist (* 1935)
- 02. Juli: Margarete Kubelka, deutsche Schriftstellerin (* 1923)
- 07. Juli: Ruth Werner, deutsche Schriftstellerin (* 1907)
- 18. August: Helmut Weiß, deutscher Schriftsteller (* 1913)
- 22. September: Jehuda Amichai, deutsch-israelischer Lyriker (* 1924)
- 14. Oktober: Rudolf Schenda, deutscher Volkskundler, Literaturwissenschaftler und Erzählforscher (* 1930)
- 05. November: Roger Peyrefitte, französischer Schriftsteller und Diplomat (* 1907)
- 06. November: Lyon Sprague de Camp, US-amerikanischer Schriftsteller und Herausgeber (* 1907)
- 26. November: Ralph Bates, britischer Schriftsteller (* 1899)
- 27. November: Malcolm Bradbury, britischer Schriftsteller und Literaturwissenschaftler (* 1932)
- 27. November: Eugen Helmlé, deutscher Schriftsteller und literarischer Übersetzer (* 1927)
- 04. Dezember: H. C. Artmann, österreichischer Lyriker, Schriftsteller und Übersetzer (* 1921)
- 08. Dezember: Rolf Heyne, deutscher Verleger (* 1928)
- 30. Dezember: Louis-René des Forêts, französischer Schriftsteller (* 1918)